# Ponte Lungo (métro de Rome)
Ponte Lungo est une station de la ligne A du métro de Rome. Elle est située sur la via Appia Nuova.

## Situation sur le réseau
Établie en souterrain, la station Ponte Lungo de la ligne A du métro de Rome, est située entre les stations Re di Roma en direction de Battistini, et Furio Camillo en direction d'Anagnina.

## Histoire
La station Ponte Lungo est mise en service le 19 février 1980, lors de l'ouverture de l'exploitation de la première section, de la ligne A, entre les stations Ottaviano - San Pietro - Musei Vaticani et Cinecittà.

## À proximité
Ponte Lungo est la station du métro la plus proche (200 mètres environ) de la gare de Rome-Tuscolana, desservie par les trains régionaux FR1 et FR5.